# SCD Durango
SCD Durango is een Spaanse voetbalclub uit Durango die uitkomt in de Tercera División. De club werd in 1919 opgericht.